# صاحب عباس
صاحب عباس (انگلیسی: Sahib Abbas Hassan؛ زادهٔ) یک بازیکن فوتبال است.
از باشگاه‌هایی که در آن بازی کرده‌است می‌توان به الزورا، باشگاه ورزشی النجمه لبنان، کربلا، الصناعه، و تیم ملی فوتبال عراق اشاره کرد.
وی با 177 گل، رکورددار تعداد گل زده در لیگ برتر عراق به شمار می رود.